# Família real sueca

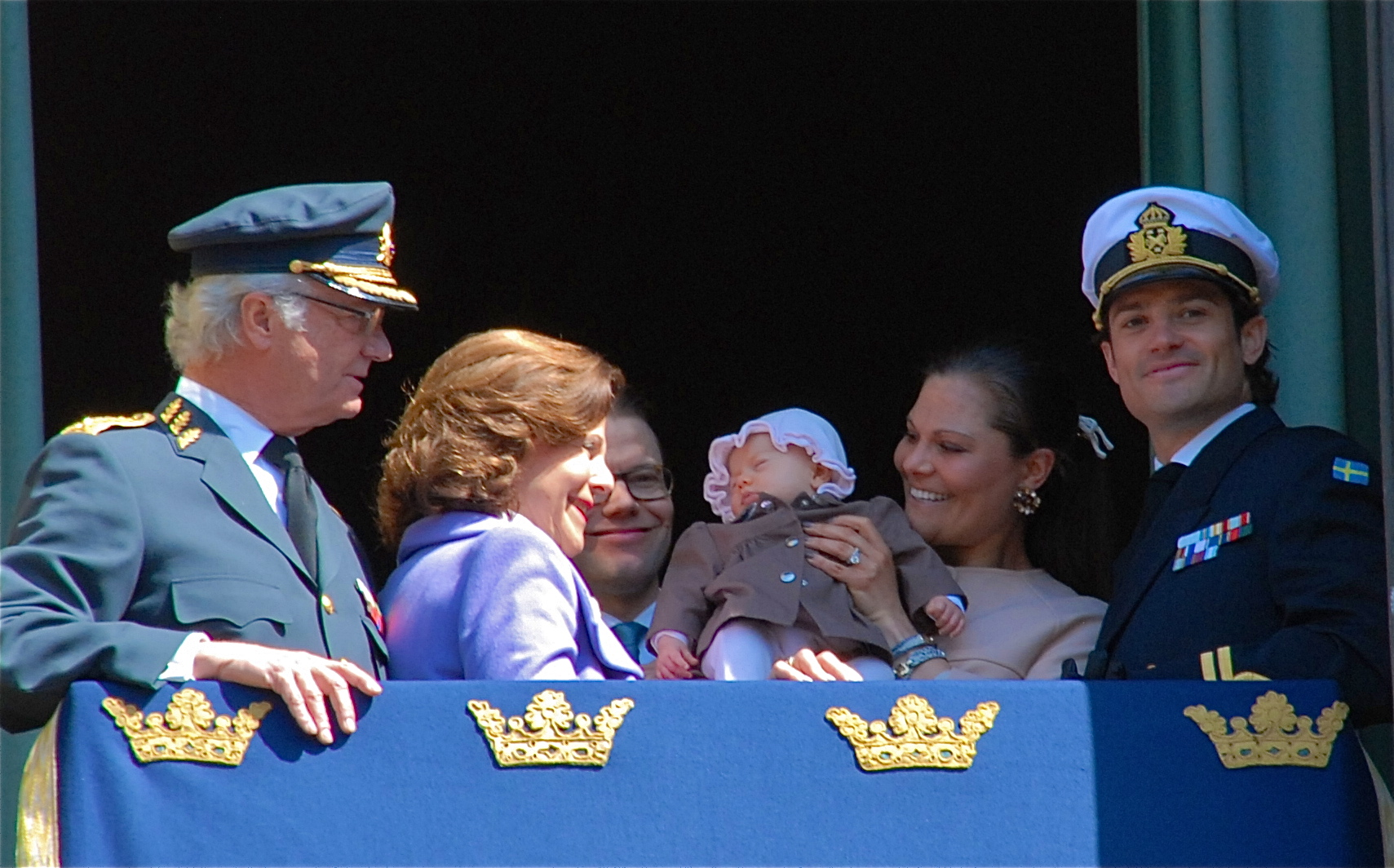
A família real em 2012

A família real da  Suécia consiste, desde 1818, num número de pessoas da Casa de Bernadotte intimamente relacionadas com o Rei ou a Rainha da Suécia. Têm direito a títulos reais e estilo (maneira de endereço) e alguns executam compromissos oficiais e deveres cerimoniais de Estado. A família alargada do rei consiste em outros parentes próximos que não são reais e portanto não representam o país oficialmente.

## História

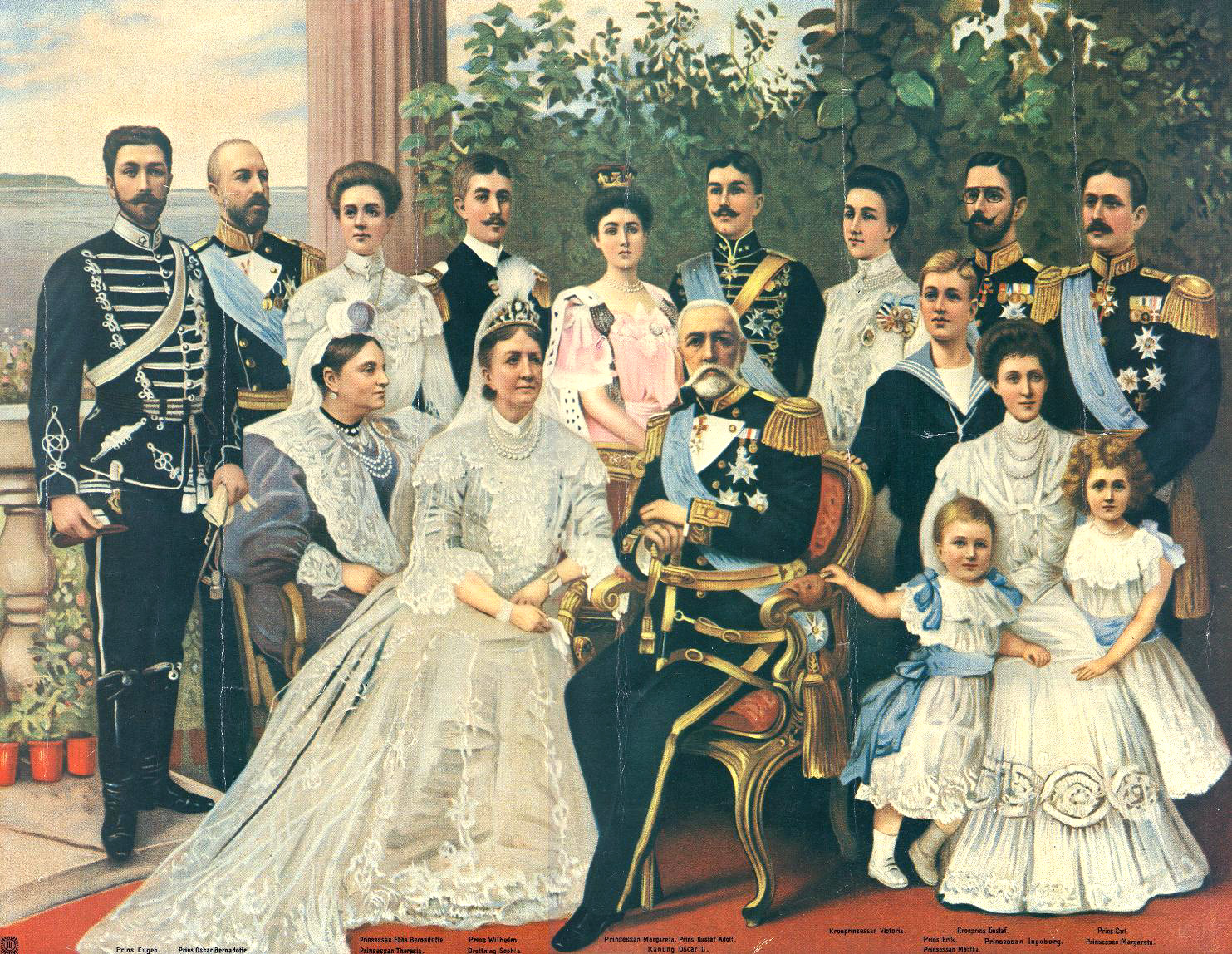
A família real sueca em 1905

A família real sueca tem sido capaz de ser identificada como existente a partir do século X, mas mais detalhes precisos apenas foram adicionados durante os dois ou três séculos que se seguiram. Monarcas historicamente confirmados estão listados oficialmente pela corte real sueca. 
Até 1620, as províncias suecas foram concedidas como apanages territoriais de príncipes reais que, como duques da mesma, governaram de forma semiautônoma. Desde então, esses ducados provinciais existem na família real apenas nominalmente, ainda que cada Príncipe e Princesa mantenha tradicionalmente uma ligação especial e pública e, às vezes, tenha uma residência secundária no seu ducado.
O filho de um rei sueco tem usualmente o título de príncipe como sendo um dinasta (como o Príncipe Bertil, Duque da Halândia), mas em alguns casos raros também um grau de nobreza (como Fursten Príncipe Frederico Guilherme de Hessenstein), ou como título de cortesia para um não-dinástico (como o Príncipe Oscar Bernadotte).

## Família real atual

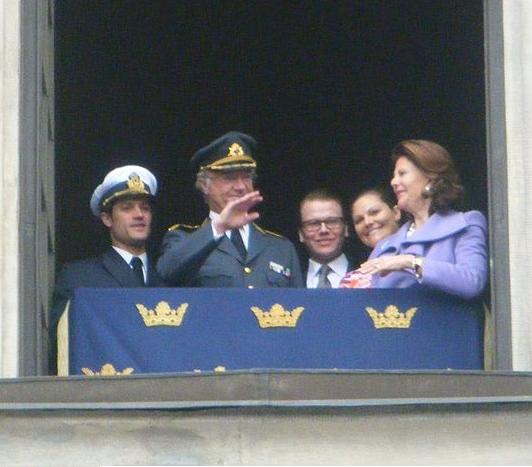
Família real sueca

### Casa Real[2]
- SM o rei Carlos XVI Gustavo
SM a rainha Sílvia (esposa de Carlos XVI Gustavo)
  - SAR a princesa herdeira Vitória, Duquesa da Gotalândia Ocidental
SAR o príncipe Daniel, Duque da Gotalândia Ocidental
    - SAR a princesa Estela, Duquesa da Gotalândia Oriental
    - SAR o príncipe Óscar, Duque da Escânia

  - SAR o príncipe Carlos Filipe, Duque de Varmlândia
SAR a princesa Sofia, Duquesa de Varmlândia
  - SAR a princesa Madalena, Duquesa da Helsíngia e Gestrícia

### Membros colaterais[2]
- Os membros não oficiais da família real, mas considerados como parte da corte real sueca:
  - Filhos do príncipe Carlos Filipe, Duque de Varmlândia, filho de Carlos XVI Gustavo:
    - Príncipe Alexandre, Duque de Sudermânia
    - Príncipe Gabriel, Duque de Dalarna
    - Príncipe Juliano, Duque de Halland
    - Princesa Inês, Duquesa da Bótnia Ocidental

  - Christopher O'Neill (marido da princesa Madalena, Duquesa da Helsíngia e Gestrícia, filha de Carlos XVI Gustavo)
    - Princesa Leonor, Duquesa da Gotlândia
    - Príncipe Nicolau, Duque de Angermânia
    - Princesa Adriana, Duquesa de Blecíngia
- Princesa Margarida, Sra. Ambler (irmã de Carlos XVI Gustavo)
- Princesa Desidéria, Baronesa Silfverschiöld (irmã de Carlos XVI Gustavo)
- Princesa Cristina, Sra. Magnuson (irmã de Carlos XVI Gustavo)

### Família estendida
- Família da falecida princesa Brígida, irmã de Carlos XVI Gustavo:
  - SAS o príncipe Carlos Cristiano de Hohenzollern
SAS a princesa Nicole de Hohenzollern
    - SAS o príncipe Nicolau de Hohenzollern

  - SAS a princesa Desidéria, Sra. von Bohlen und Halbach
Eckbert von Bohlen und Halbach
    - SAIlmª o conde Carlos Teodoro, Conde Herdeiro de Ortemburgo
    - SAIlmª o conde Frederico Roberto de Ortemburgo
    - SAIlmª a condessa Carolina de Ortemburgo

  - SAS o príncipe Roberto de Hohenzollern
SAS a princesa Uta Maria de Hohenzollern
    - SAS a princesa Vivian de Hohenzollern (adotada)
- Família da princesa Margarida, irmã de Carlos XVI Gustavo:
  - Baronesa Sibila de Dincklage
Barão Henning de Dincklage
    - Baronesa Madalena de Dincklage
    - Barão Sebastião de Dincklage

  - Carlos Ambler
Helena Ambler
    - Siena Ambler
    - Índia Ambler

  - Jaime Ambler
Úrsula Ambler
    - Lily Ambler
    - Óscar Ambler
- Família da princesa Desidéria, irmã de Carlos XVI Gustavo:
  - Barão Carlos Silfverschiöld
    - Baronesa Anna Silfverschiöld

  - Baronesa Cristina-Luísa de Geer
Baron Hans de Geer
    - Baronesa Estela de Geer
    - Barão Ian de Geer
    - Barão Fred de Geer

  - Baronesa Helena Silfverschiöld
- Tord Magnuson (marido da princesa Cristina, irmã de Carlos XVI Gustavo)
  - Gustavo Magnuson
Vicky Magnuson
    - Desidéria Magnuson

  - Óscar Magnuson
Ema Magnuson
    - Alberto Magnuson

  - Vítor Magnuson
Frida Magnuson
    - Edmundo Magnuson
    - Sigvardo Magnuson

Família do falecido conde Sigvardo Bernadotte de Wisborg, tio de Carlos XVI Gustavo:
- Conde Miguel Bernadotte de Wisborg
Condessa Cristina Bernadotte de Wisborg
  - Condessa Kajsa, Sra. Dieterle
Cristóvão Dieterle
    - Sofia Dieterle
    - Linnea Dieterle

Das pessoas referidas acima, as princesas Margarida, Desidéria e Cristina, irmãs mais velhas de Carlos XVI Gustavo, permanecem princesas como cortesia, mas já não são referidas como princesas oficiais da Suécia nem possuem o estilo de Alteza Real. Isto resultou de seus casamentos com pessoas que não são da realeza. Para casamentos similares, vários parentes do sexo masculino na Casa de Bernadotte tinham desistido dos seus lugares na linha de sucessão ao trono sueco e todos os seus títulos reais. Desde que as mulheres não tinham direito a suceder ao trono antes de 1979, as três irmãs foram autorizadas a manter o prefixo "princesa" como um título honorífico.
No dia 07 de outubro de 2019, o rei Carlos Gustavo fez reformas na casa real, retirando os estilos de Alteza Real de seus netos: o príncipe Alexandre, Duque de Sudermânia, príncipe Gabriel, Duque de Dalarna, princesa Leonor, Duquesa da Gotalândia, príncipe Nicolau, Duque de Angermânia e da princesa Adriana, Duquesa de Blecíngia.

## Família real desde 1818
Esta lista excluiu cônjuges. Monarcas estão em negrito.
- SM o rei Carlos XIV João (1763–1844)
  - SM o rei Óscar I (1799–1859)
    - SM o rei Carlos XV (1826–1872)
      - SM a rainha Luísa da Dinamarca (1851–1926)
      - SAR o príncipe Carlos Óscar, Duque de Sudermânia (1852–1854)

    - SAR o príncipe Gustavo, Duque da Uplândia (1827–1852)
    - SM o rei Óscar II (1829–1907)
      - SM o rei Gustavo V (1858–1950)
        - SM o rei Gustavo VI Adolfo (1882–1973)
          - SAR o príncipe Gustavo Adolfo, Duque da Bótnia Ocidental (1906–1947)
            - Princesa Margarida, Sra. Ambler (1934-)
            - SAR a princesa Brígida, Princesa João Jorge de Hohenzollern (1937-2024)
            - Princesa Desidéria, Baronesa Nilo Augusto Silfverschiöld (1938-)
            - Princesa Cristina, Sra. Magnuson (1943-)
            - SM o rei Carlos XVI Gustavo (1946-)
              - SAR a princesa herdeira Vitória, Duquesa da Gotalândia Ocidental (1977-)
                - SAR a princesa Estela, Duquesa da Gotalândia Oriental (2012-)
                - SAR o príncipe Óscar, Duque da Escânia (2016-)

              - SAR o príncipe Carlos Filipe, Duque de Varmlândia (1979-)
                - Príncipe Alexandre, Duque de Sudermânia (2016-)
                - Príncipe Gabriel, Duque de Dalarna (2017-)
                - Príncipe Juliano, Duque de Halland (2021-)
                - Princesa Inês, Duquesa da Bótnia Ocidental (2025-)

              - SAR a princesa Madalena, Duquesa da Helsíngia e Gestrícia (1982-)
                - Princesa Leonor, Duquesa da Gotlândia (2014-)
                - Príncipe Nicolau, Duque de Angermânia (2015-)
                - Princesa Adriana, Duquesa de Blecíngia (2018-)

          - Conde Sigvardo Bernadotte de Wisborg (1907–2002)
          - SM a rainha Ingrid da Dinamarca (1910–2000)
          - SAR o príncipe Bertil, Duque da Halândia (1912–1997)
          - Conde Carlos João Bernadotte de Wisborg (1916–2012)

        - SAR o príncipe Guilherme, Duque de Sudermânia (1884–1965)
          - Conde Leonardo Bernadotte de Wisborg (1909–2004)

        - SAR o príncipe Érico, Duque de Vestmânia (1889–1918)

      - Príncipe Óscar Bernadotte (1859–1953)
      - SAR o príncipe Carlos, Duque da Gotalândia Ocidental (1861–1951)
        - SAR a princesa Margarida, Princea Axel da Dinamarca (1899–1977)
        - SAR a princesa herdeira Marta da Noruega (1901–1954)
        - SM a rainha Astrid da Bélgica (1905–1935)
        - Príncipe Carlos Bernadotte (1911–2003)

      - SAR o príncipe Eugênio, Duque da Nerícia (1865–1946)

    - SAR a princesa Eugênia (1830–1889)
    - SAR o príncipe Augusto, Duque de Dalarna (1831–1873)

## Membros falecidos recentemente
- SM a rainha Ingrid da Dinamarca (tia do rei, morta em 2000)
- SAS o príncipe Leonardo de Hohenzollern (neto da princesa Brígida e sobrinho-neto do rei, moro em 2001)
- Conde Sigvardo Bernadotte de Wisborg (tio do rei, morto em 2002)
- Príncipe Carlos Bernadotte (primo do avô do rei, morto em 2003)
- Condessa Gertrudes Bernadotte de Wisborg (viúva do conde Carlos Óscar, primo de segundo grau do avô do rei, morta em 2004)
- Conde Leonardo Bernadotte de Wisborg (primo do pai do rei, morto em 2004)
- Condessa Ebba Bernadotte de Wisborg (prima de terceiro grau do rei, morta em 2006)
- João Ambler (marido da princesa Margarida e cunhado do rei, morto em 2008)
- Condessa Sônia Bernadotte de Wisborg (viúva do conde Leonardo, primo do pai do rei, morta em 2008)
- Conde Carlos João Bernadotte de Wisborg (tio do rei, morto em 2012)
- SAR a princesa Liliana, Duquesa da Halândia (viúva do príncipe Bertil e tia do rei, morta em 2013)
- Princesa Critina Bernadotte (viúva do príncipe Carlos, primo do avô do rei, morta em 2014)
- SAS o príncipe João Jorge de Hohenzollern (marido da princesa Brígida e cunhado do rei, morto em 2016)
- Condessa Gunila Bernadotte de Wisborg (viúva do conde Carlos João e tia do rei, morta em 2016)
- Barão Nilo Augusto Silfverschiöld (marido da princesa Desidéria e cunhado do rei, morto em 2017)
- Conde Óscar Bernadotte de Wisborg (primo de terceiro grau do pai do rei, morto em 2018)
- Condessa Dagmar Bernadotte de Wisborg (prima de terceiro grau do pai do rei, morta em 2019)
- Conde Jan Bernadotte de Wisborg (primo de segundo grau do rei, morto em 2021)
- SAR a princesa Brígida, Princesa João Jorge de Hohenzollern (irmã do rei, morta em 2024)
- Condessa Marianne Bernadotte de Wisborg (viúva do conde Sigvardo e tia do rei, morta em 2025)

## Monogramas
Cada membro da família real sueca tem o seu monograma real próprio.

Monograma real do rei Carlos XVI Gustavo
Monograma real da rainha Sílvia
Monograma real da princesa herdeira Vitória
Monograma real do príncipe Daniel
Monograma real da princesa Estela
Monograma real do príncipe Óscar
Monograma real do príncipe Carlos Filipe
Monograma real da princesa Sofia
Monograma real do príncipe Alexandre
Monograma real da princesa Madalena
Monograma real da princesa Leonor
Monograma real do príncipe Nicolau

## Brasões de armas dos membros da família real sueca

Brasão do rei Carlos XVI Gustavo
Brasão da rainha Sílvia
Brasão da princesa herdeira Vitória
Brasão do príncipe Daniel
Brasão da princesa Estele
Brasão do príncipe Óscar
Brasão do príncipe Carlos Filipe
Brasão da princesa Sofía
Brasão do príncipe Alexandre
Brasão do príncipe Gabriel
Brasão da princesa Madalena
Brasão da princesa Leonor
Brasão do príncipe Nicolau
Brasão da princesa Adrienne